# Auguste Truphème (peintre)
Ne doit pas être confondu avec Auguste Truphème (homme politique).
Auguste Joseph Truphème, né le 23 janvier 1836 à Aix-en-Provence et mort le 10 juin 1898 à Paris, est un peintre français.
Spécialiste de scènes de genre, surtout de scènes scolaires, et de portraits, ses tableaux étaient reproduits dans la presse de l'époque, comme Le Petit Journal illustré. Il est le frère cadet du sculpteur François Truphème (1820-1888).

## Biographie

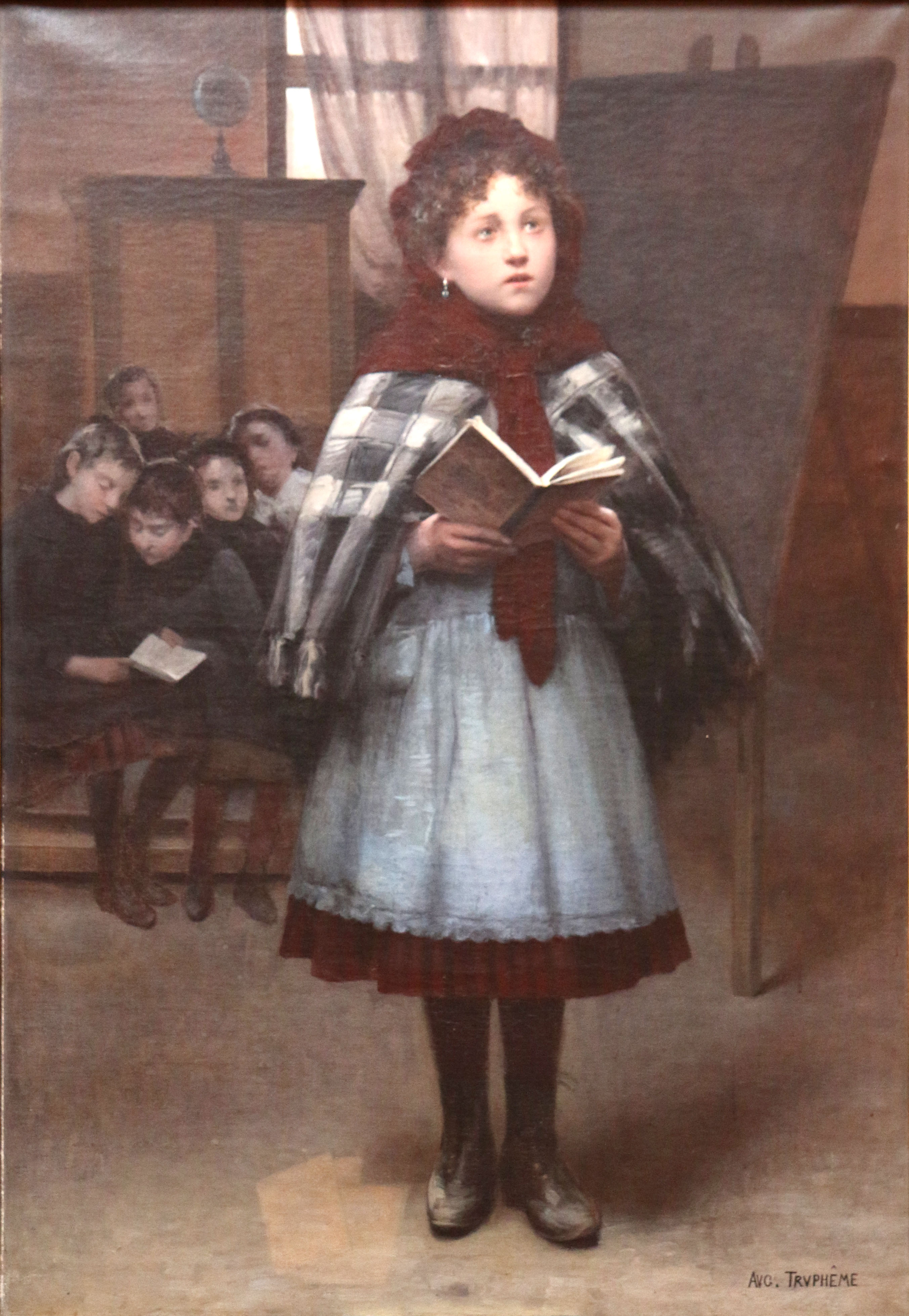
À l'école, Carpentras, musée Comtadin-Duplessis.

Auguste Truphème est élève de William Bouguereau, Hippolyte Flandrin et Jean-Jacques Henner. Il expose au Salon des artistes français de 1865 à sa mort. Il a été directeur du cours supérieur de dessin de la Ville de Paris.
Émile Vernon fut son élève à Paris.

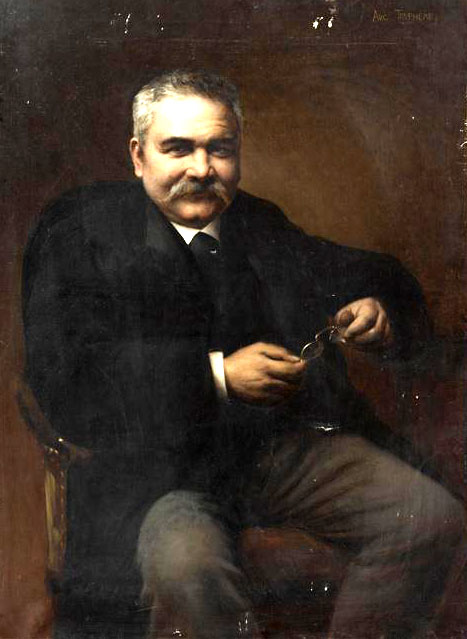
Portrait d'homme, Paris, musée d'Orsay.

Il est représenté dans les musées d'Aix-en-Provence, de Carpentras et de Louviers.

## Œuvres
- Portrait de Jean-Baptiste Antoine Aimé Sanson de Pongerville, Salon de 1865, huile sur toile, 63 × 52 cm, Versailles, musée national des châteaux de Versailles et de Trianon[1].
- Une leçon de dessin à l'école Cochin, vers 1874[réf. nécessaire].
- Les Élèves de l'école communale à l'exercice du chassepot à Châtillon-sous-Bagneux, 1880[2].
- Le Déjeuner dans une école communale du 16e arrondissement de Paris, vers 1881[3].
- Travail manuel à l'école communale, vers 1883[réf. nécessaire].
- Une leçon de chant dans une école du 16e arrondissement, avant 1884[réf. nécessaire].
- La Coupe et couture, dans une école communale de la rue de la Tombe-Issoire, vers 1886[réf. nécessaire].
- À l'école. La leçon d'écriture, vers 1885[réf. nécessaire].
- En retenue, Salon de 1888[4]
- À l'école, 1892, Rouen, musée national de l'Éducation.
- Le jeu à l'école, huile sur toile, vers 1890, musée de Louviers.
- Les apprêts du colin-maillard, vers 1889, musée de Louviers.
- Un jour de récompenses (vers 1894[réf. nécessaire].
- À l'école, Carpentras, musée Comtadin-Duplessis.
- À la fenêtre[réf. nécessaire].
- Le Repas[réf. nécessaire].
- La Leçon de musique[réf. nécessaire].
- Portrait d'homme, huile sur toile, 100 × 73 cm, Paris, musée d'Orsay[5].
- Jeune fille aux fleurs[réf. nécessaire].
- Le Dimanche des Rameaux, La Fère, musée Jeanne-d'Aboville[6].

## Élève
- Abel Damourette
- Clément Gontier[7]